# Championnat d'Inde de football 2023-2024
Ne doit pas être confondu avec Indian Super League 2023-2024.
Navigation
Saison précédente Saison suivante
La saison 2023-2024 du championnat d'Inde de football est la 28e édition du championnat national indien considéré comme le deuxième niveau en Inde, derrière l'Indian Super League. 
Les équipes sont regroupées au sein d'une poule unique, où elles rencontrent leurs adversaires deux fois. En fin de saison, le champion de l'I-League est promu en Indian Super League. 

## Déroulement de la saison
Après la première promotion en Indian Super League et le départ de Punjab FC, la fédération accepte deux nouvelles équipes, Inter Kashi FC et Namdhari FC. Le Delhi FC et le Shillong Lajong FC remplacent les deux relégués de la dernière saison, ce qui porte le championnat à 13 équipes participantes.
Le championnat se déroule en matchs aller-retour, le champion est promu en Indian Super League, les deux dernières équipes sont reléguées en division inférieure.

## Compétition
Le classement est établi sur le barème de points classique (victoire à 3 points, match nul à 1, défaite à 0).

### Premier tour
| Rang | Équipe                   | Pts | J  | G  | N | P  | Bp | Bc | Diff |
| ---- | ------------------------ | --- | -- | -- | - | -- | -- | -- | ---- |
| 1    | Mohammedan Sporting Club | 52  | 24 | 15 | 7 | 2  | 44 | 22 | +22  |
| 2    | Sreenidi Deccan FC       | 48  | 24 | 14 | 6 | 4  | 54 | 26 | +28  |
| 3    | Gokulam Kerala           | 42  | 24 | 12 | 6 | 6  | 55 | 34 | +21  |
| 4    | Inter Kashi FC N         | 41  | 24 | 11 | 8 | 5  | 47 | 41 | +6   |
| 5    | Real Kashmir             | 40  | 24 | 11 | 7 | 6  | 36 | 19 | +17  |
| 6    | Delhi FC P               | 35  | 24 | 11 | 2 | 11 | 44 | 40 | +4   |
| 7    | Churchill Brothers       | 33  | 24 | 9  | 6 | 9  | 40 | 31 | +9   |
| 8    | Shillong Lajong FC P     | 31  | 24 | 8  | 7 | 9  | 36 | 37 | -1   |
| 9    | Aizawl                   | 27  | 24 | 6  | 9 | 9  | 36 | 35 | +1   |
| 10   | Namdhari FC N            | 27  | 24 | 7  | 6 | 11 | 29 | 40 | -11  |
| 11   | Rajasthan United FC      | 25  | 24 | 6  | 7 | 11 | 40 | 63 | -23  |
| 12   | NEROCA                   | 15  | 24 | 4  | 3 | 17 | 26 | 61 | -35  |
| 13   | TRAU FC                  | 14  | 24 | 4  | 2 | 18 | 26 | 64 | -38  |

|  | Promotion en Indian Super League                 |
|  | Relégation en I-League 2.Division                |
|  | P : Promu de troisième division N : nouveau club |